# Енин, Валерий Анатольевич
Валерий Анатольевич Енин (род. 18 января 1981, Алхан-Чурт) — российский офицер Сухопутных войск Российской Федерации, капитан, командир мотострелкового взвода штурмового отряда 488-го гвардейского мотострелкового Симферопольского Краснознамённого, ордена Суворова полка им. Серго Орджоникидзе 144-й гвардейской мотострелковой Ельнинской Краснознамённой, ордена Суворова дивизии. Герой Российской Федерации (2024).

## Биография
Родился 18 января 1981 года в селе Алхан-Чурт Грозненского района Республики Чечня. Проживал в деревне Клопицы Волосовского района Ленинградской области. В 2019 году завершил обучение в Санкт-Петербургском университете Министерства внутренних дел. 25 января 2023 года заключил контракт о прохождении военной службы с Министерством обороны России.
С 1 мая 2023 года принимал участие во вторжении России на Украину.
Указом Президента Российской Федерации (закрытым) 10 октября 2024 года за мужество и героизм, проявленные при исполнении воинского долга, капитану Енину Валерию Анатольевичу было присвоено звание Герой Российской Федерации.
Награда была вручена 9 декабря 2024 года президентом Российской Федерации Владимиром Путиным в ходе торжественного мероприятия в Георгиевском зале Кремля.

## Награды
- Герой Российской Федерации (2024)
- Орден Святого Георгия 4 степени
- Медаль «За храбрость» (Российская Федерация) II степени.